# Indiana Statehouse
Das Indiana Statehouse ist das State Capitol des US-Bundesstaates Indiana. Es beherbergt die Indiana General Assembly, den Gouverneur von Indiana, den Obersten Gerichtshof und weitere Vertreter des Staates. Es befindet sich in der Hauptstadt Indianapolis an der West Washington Street 200. Das Gebäude aus dem Jahr 1888 ist das fünfte Regierungsgebäude in der Geschichte Indianas.

## Aktuelles Statehouse

### Bauphase und Beschreibung

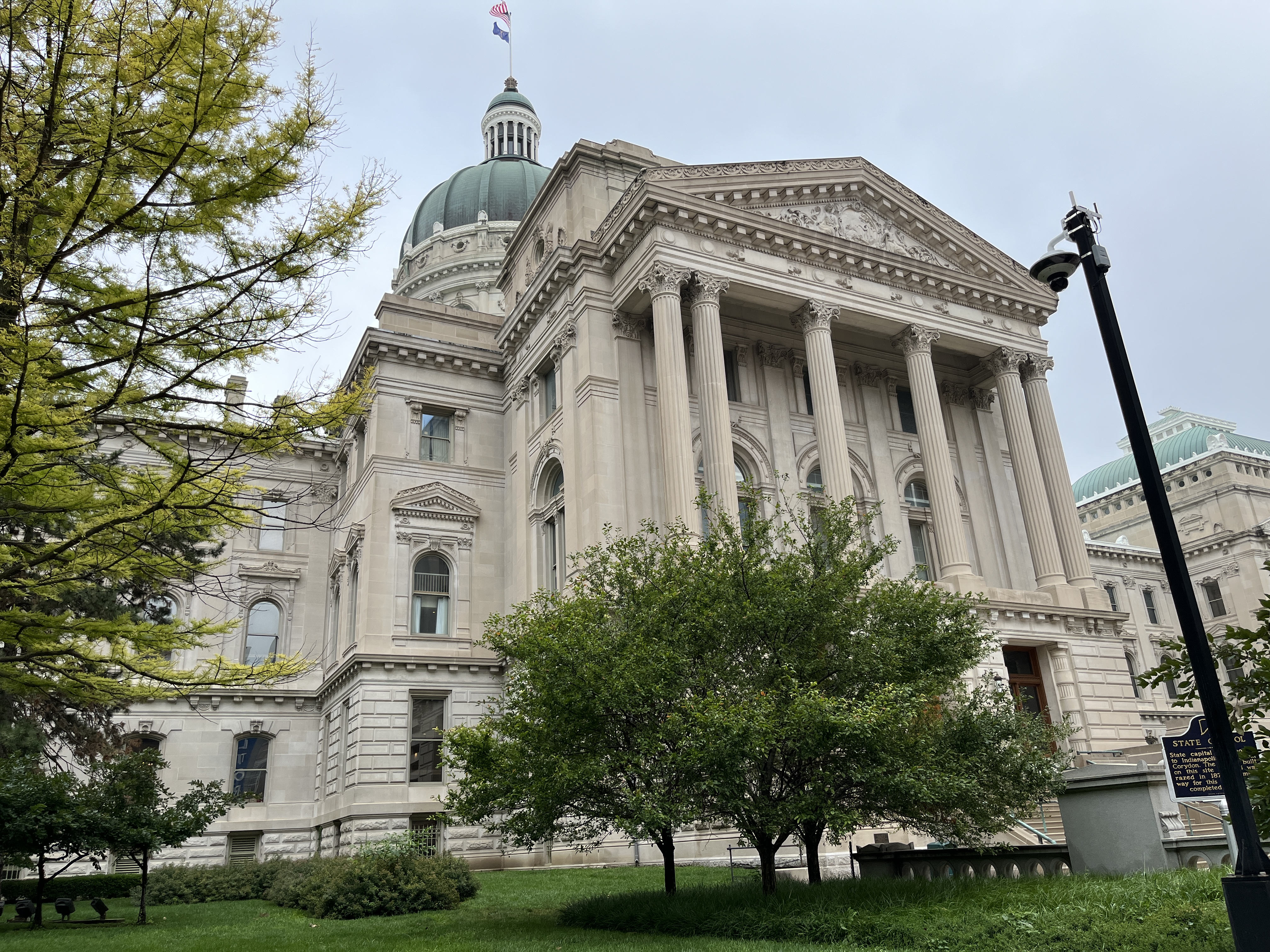
Indiana State Capitol

Mit raschem Anstieg der Bevölkerung in Indiana in der Mitte des neunzehnten Jahrhunderts wurde die Verwaltung immer größer, und dadurch wurde das bisherige Regierungsgebäude zu klein. 1865 wurde ein Verwaltungsgebäude erbaut, das Teile der wachsenden Verwaltung, den Obersten Gerichtshof und verschiedene Büros aufnahm. Als Ersatz wurde das heutige Statehouse geplant. Der Neubau wurde von der Gesetzgebung im Jahr 1878 genehmigt. Nachdem das dritte Statehouse abgerissen worden war, wurde am gleichen Standort mit dem Neubau begonnen. Für den Neubau wurden zwei Millionen US-Dollar zur Verfügung gestellt. Das Gebäude wurde 1888 fertiggestellt. Gouverneur Williams, der für seine Sparsamkeit berühmt war, konnte das Projekt für 1,8 Millionen US-Dollar abschließen, 200.000 Dollar flossen zurück in die Staatskasse.
Eine Kommission plante und überwachte das Projekt. Das Gebäude wurde von Edwin May, einem Architekten aus Indianapolis, entworfen. Da man nicht die Fehler beim Bau des alten Statehouse wiederholen wollte, verlangte der Gesetzgeber, dass das Gebäude auf einem soliden Fundament errichtet wird, damit es viele Jahrzehnte überstehen würde. Der Bau begann 1880 und der Grundstein wurde am 28. September 1880 gelegt. Edwin starb im Mai 1880 und Adolph Sherrer übernahm die Bauaufsicht für die gesamte Bauzeit. Der Innenraum wurde im Stil der italienischen Renaissance gestaltet. Wo immer es möglich war, wurden einheimische Materialien verwendet. Die Türen wurden aus einheimischen Eichen angefertigt und das Gebäude wurde aus Kalkstein aus Indiana errichtet. Der Grundstein des Gebäudes ist ein 10 Tonnen schwerer Kalksteinblock, der aus einem Steinbruch in Spencer (Indiana) stammt. Die zentrale Kuppel wurde 1883 fertiggestellt. Im Gebäude wurden Stromkabel verlegt, obwohl es zu der Zeit in Indianapolis noch gar kein Stromnetz gab. 1887 war das neue Capitol so weit fertiggestellt, dass die erste Legislaturperiode dort stattfinden konnte. Die Bauzeit dauerte insgesamt 8 Jahre und im Oktober 1888 war das Gebäude endgültig fertiggestellt. Die Spitze der Kuppel ist 78 Meter hoch, das State Capitol war zum Zeitpunkt seiner Fertigstellung das zweithöchste Gebäude in Indiana.
Im Grundstein wurde eine Zeitkapsel mit 22 Gegenständen eingebaut. In der Kapsel waren Jahresberichte von allen Regierungsbehörden, eine Bibel, Proben von mehreren Sorten von Kulturpflanzen aus Indiana, mehrere neue Münzen, lokale Karten und Zeitungen, ein Buch über die Geschichte von Indianapolis und Pamphlete von vielen Institutionen der Stadt.
Das Gebäude hat die Form eines Kreuzes. Eine große Rotunde mit einer verglasten Kuppel verbindet die vier Gebäudeflügel. Das Gebäude hat vier Etagen. Das Erdgeschoss beherbergt die Chefetage der Verwaltung. Die Büros des Repräsentantenhauses befinden sich im Ostflügel des ersten Stocks und die Büros des Senats liegen Westflügel. Im Nordflügel des ersten Stocks befindet sich die Büros des Obersten Gerichtshofs. Im weiten Obergeschoss befindet sich die Bücherei des Obersten Gerichtshofs, mit ihren 70.000 Büchern. Außerdem befinden sich dort die Sitzungssäle von Repräsentantenhaus, Senat und dem Obersten Gerichtshof. Im dritten Obergeschoss sind weitere Verwaltungsbüros sowie Lagerräume. Das Gebäude war dazu ausgelegt, die gesamte Verwaltung des Bundesstaates unterzubringen. Über mehrere Jahrzehnte waren auch alle Büros in dem Gebäude. Nachdem das Gebäude jedoch wieder zu klein geworden war, sind inzwischen die meisten Verwaltungsstellen ausgezogen. Vor dem Statehouse steht eine Statue von Oliver Morton, dem Gouverneur von Indiana während des Bürgerkriegs.

### Renovierung

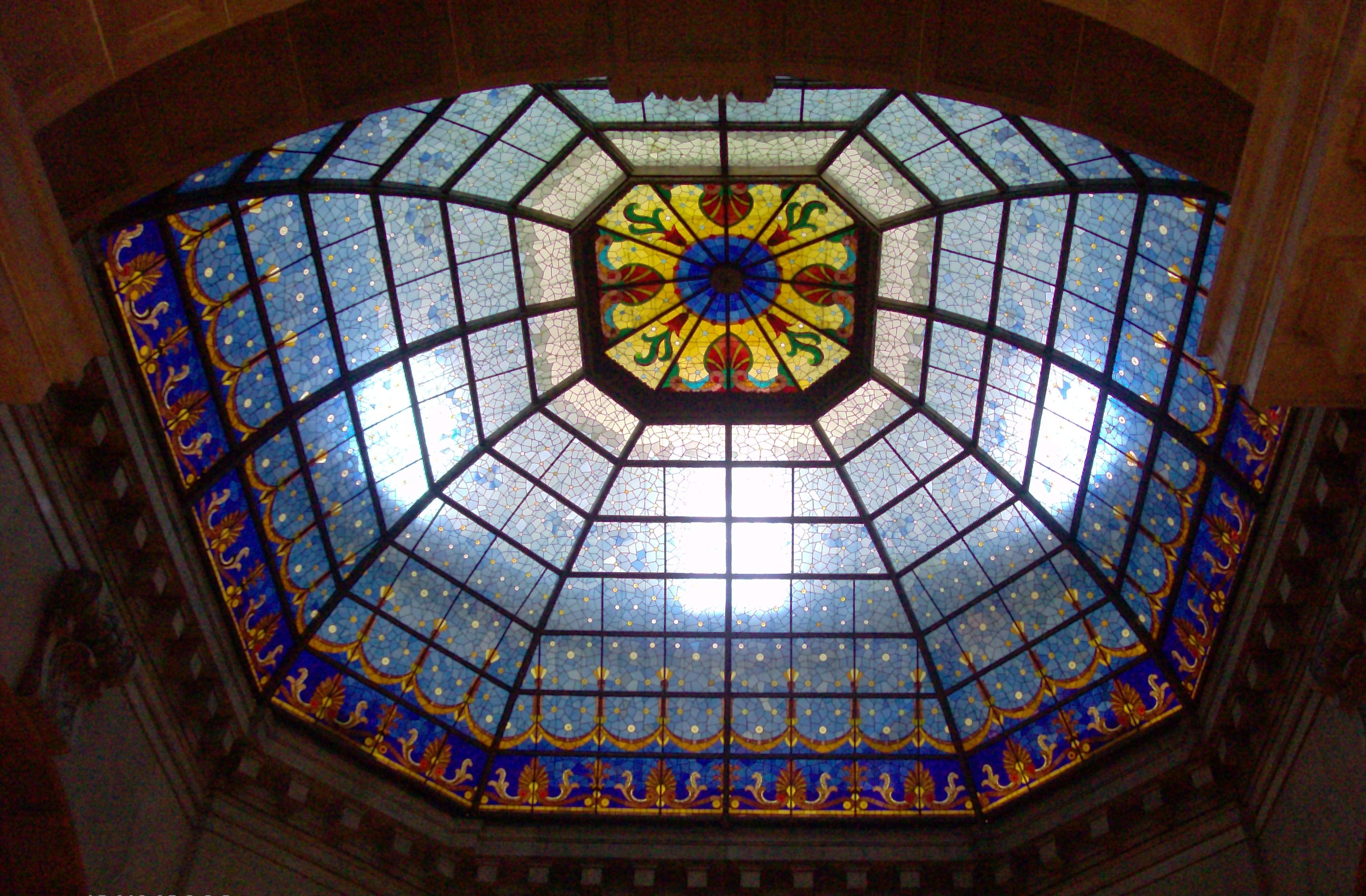
Kuppel des Statehouse

1988 schlug die Verwaltung von Gouverneur Robert D. Orr der Generalversammlung von Indiana eine Renovierung des Statehouse aus Anlass der "Hoosier Celebration '88", der Hundertjahrfeier des Gebäudes, vor. Der Vorschlag wurde angenommen. Die Renovierungsarbeiten kosteten 11 Mio. USD und dauerten bis 1995.
Während der Renovierung wurden Marmor, Granit und Kalkstein gereinigt und poliert. Die Holzarbeiten wurden repariert oder ausgetauscht. In der Kuppel der Rotunde wurden beschädigte Scheiben ausgetauscht. Die Kronleuchter wurden durch moderne Leuchten im gleichen Design ausgetauscht. Im Gebäude wurde ein Computernetzwerk angelegt, damit das Gebäude für die Technik des 21. Jahrhunderts gewappnet ist.
Im Jahr 1984 wurde das Gebäude in das National Register of Historic Places aufgenommen und es steht immer noch unter Denkmalschutz.

### Galerie

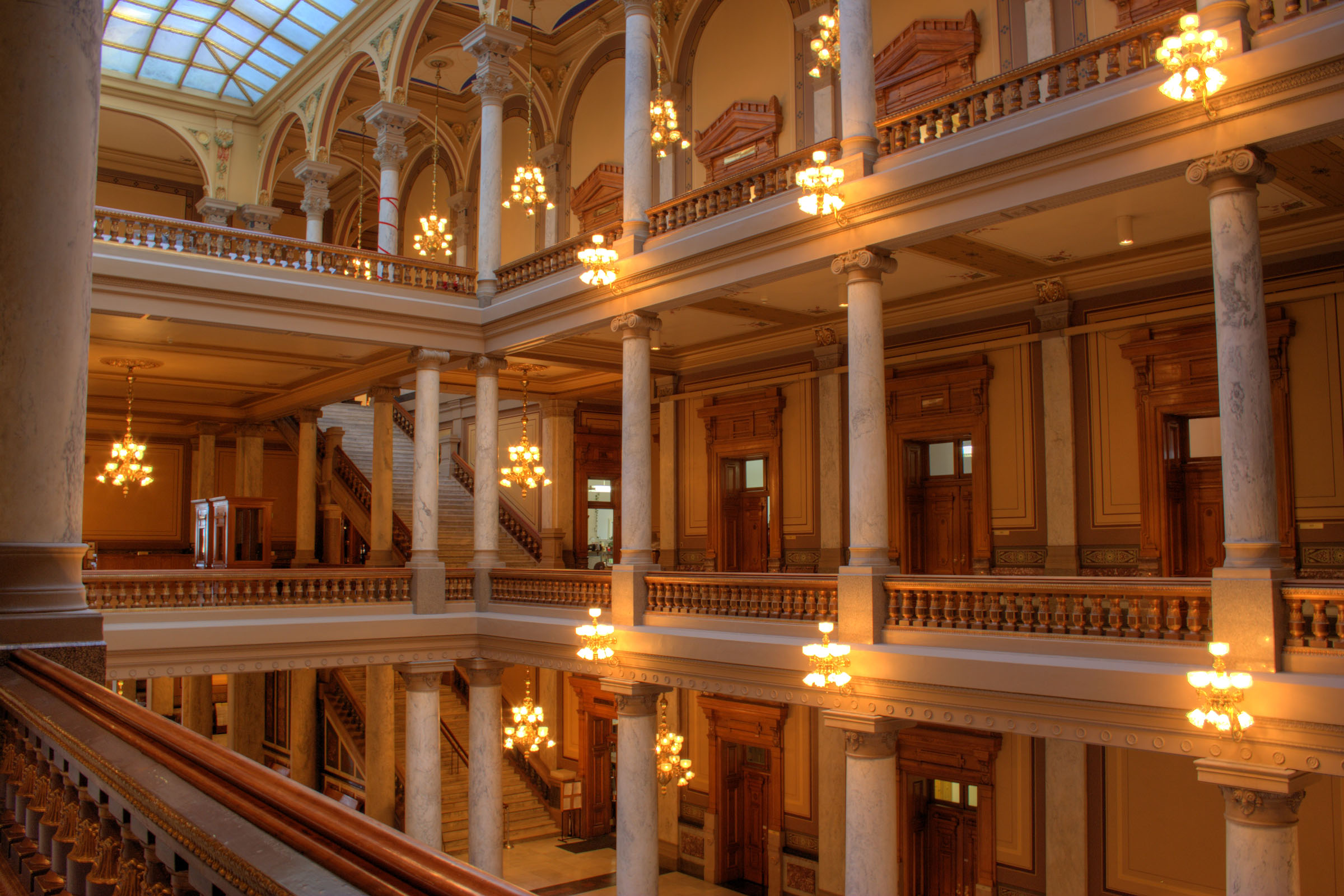
Interior hallway of the Indiana State House
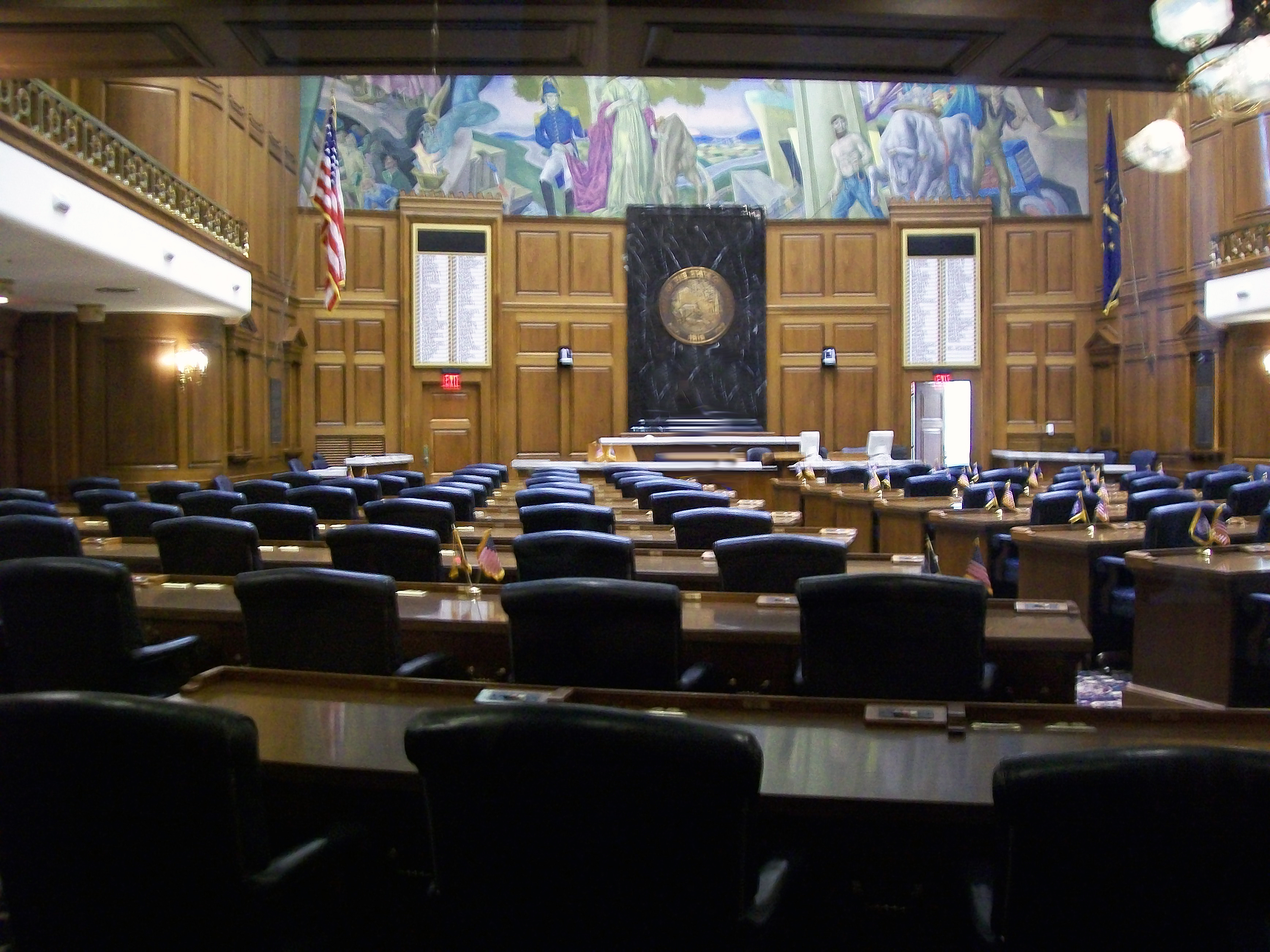
Kammer des Repräsentantenhauses
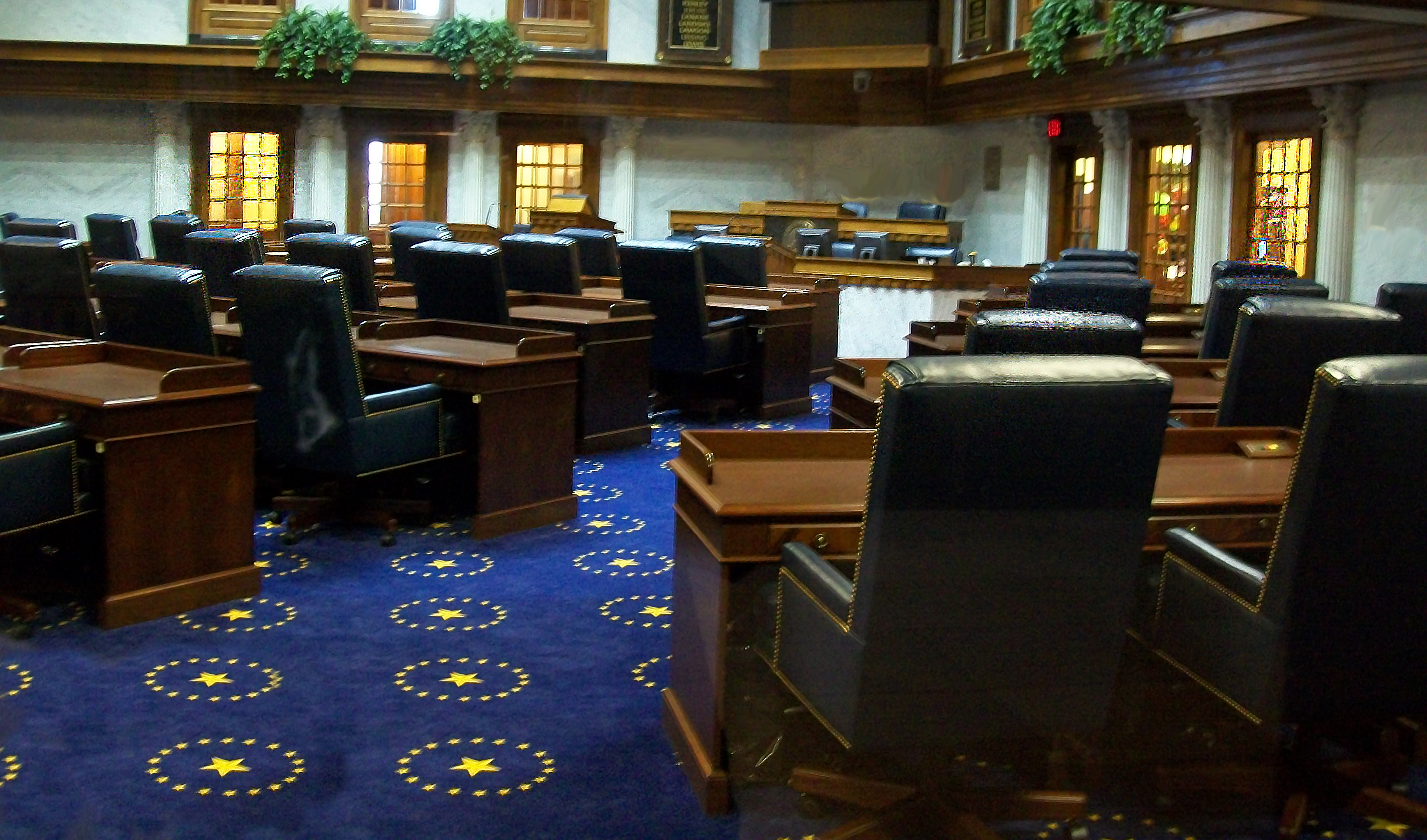
Kammer des Senats
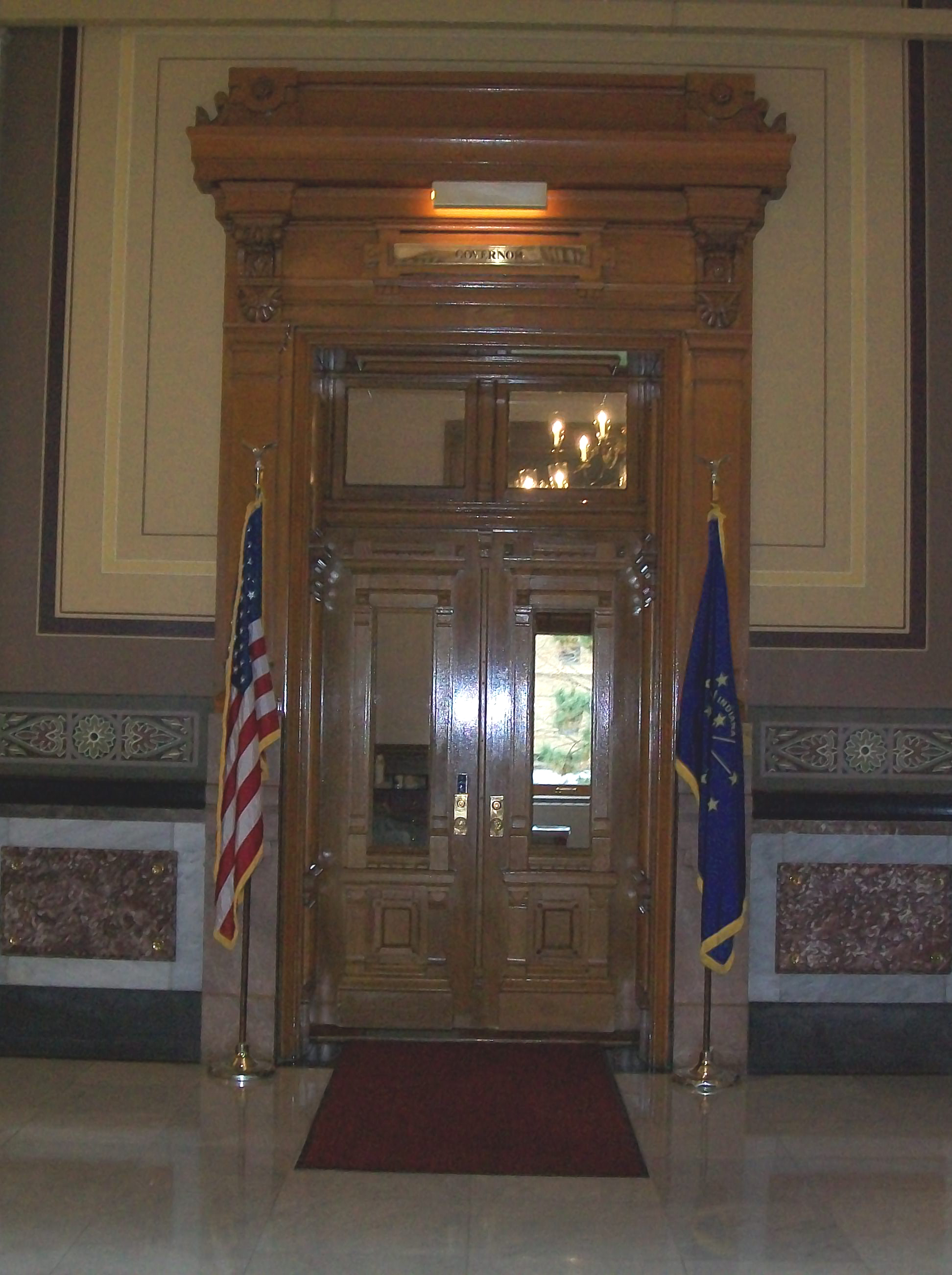
Büro des Gouverneurs
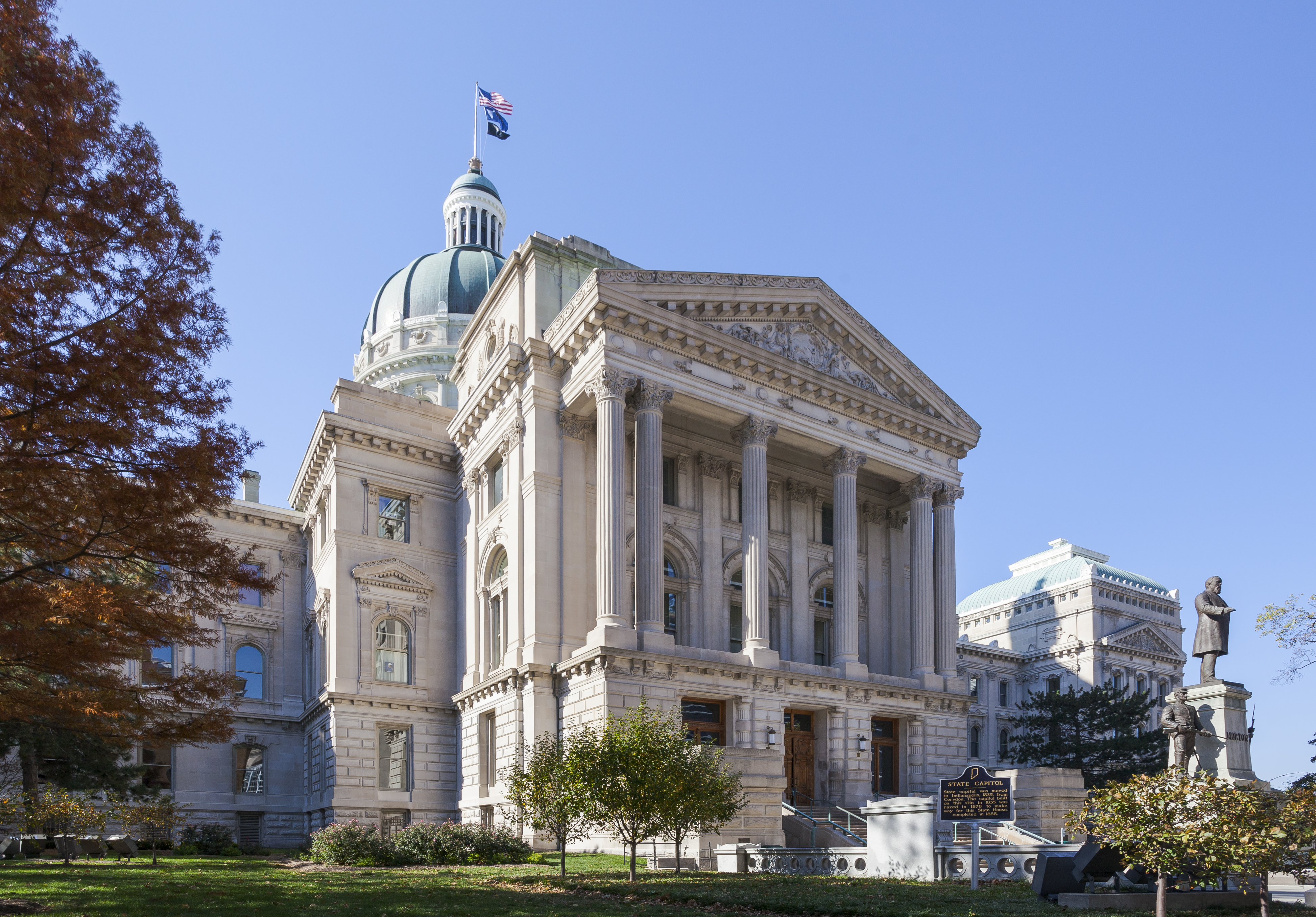
Haupteingang
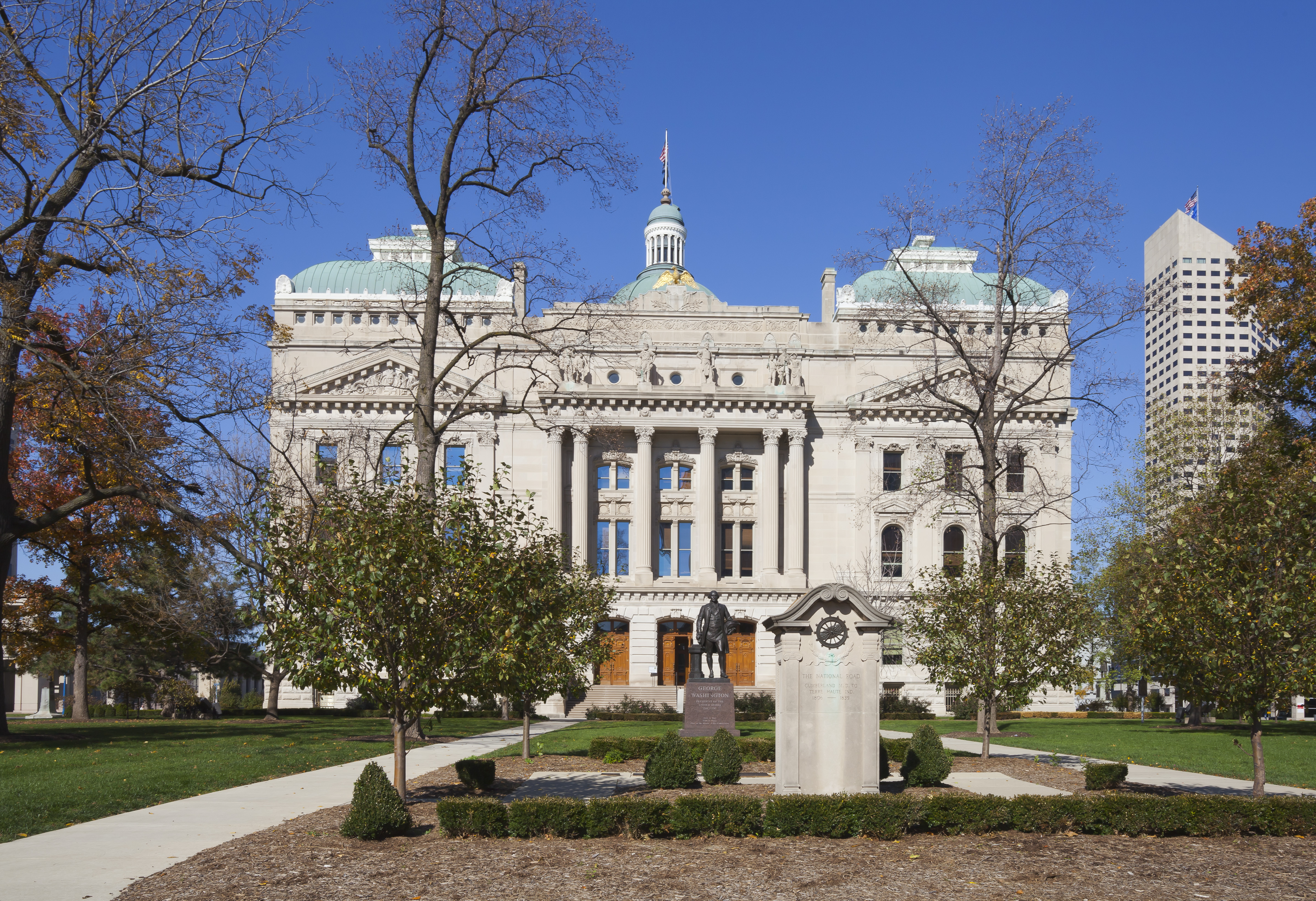
Fassade

## Geschichte

### Erstes Statehouse

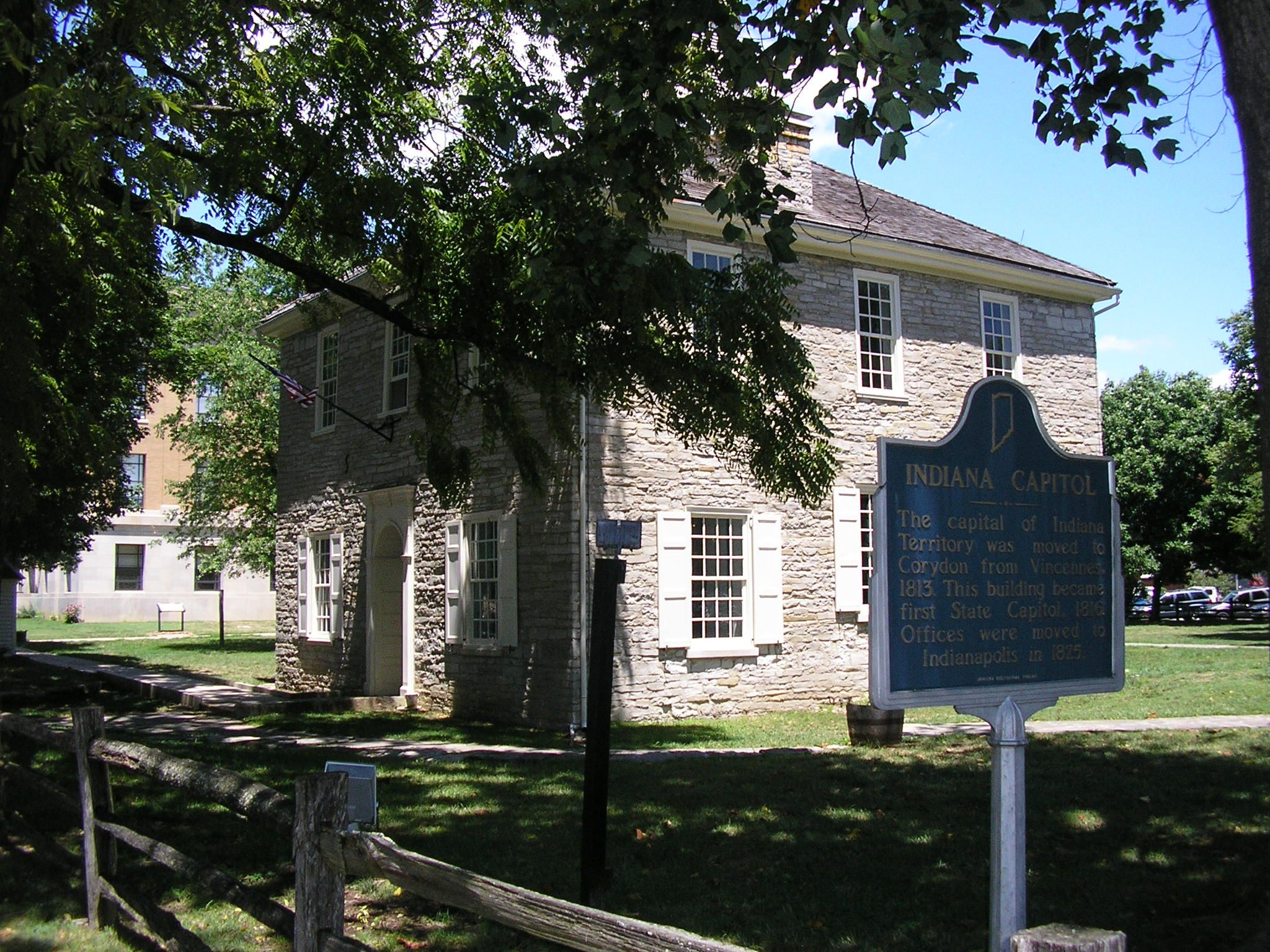
Das erste Statehouse in Corydon

Als Indiana 1816 zum Bundesstaat wurde, war Corydon die Hauptstadt. Das erste State Capitol war ein bescheidenes, zweistöckiges Gebäude aus Kalkstein, das 1813 als Sitz der Regierung des Indiana-Territorium gebaut worden war. Die Baukosten betrugen 1.500 USD und wurden von den Bürgern Harrison County getragen. Die Bauzeit betrug drei Jahre. Das Gebäude war zur Zeit seiner Fertigstellung eines der größten Gebäude des Landes.
Im Gebäude gab es drei Räume und es wurde schnell zu klein für die Staatsregierung, die auf der gegenüberliegenden Straßenseite weite Bürogebäude für die Verwaltung errichtet hatte. Das Erdgeschoss wurde vom Repräsentantenhaus genutzt, die beiden Räume im Obergeschoss vom Senat und dem Obersten Gerichtshof. Das Gebäude wurde 1824 als State Capitol aufgegeben und dem Harrison County als Gerichtsgebäude übergeben. Das Gebäude ist noch erhalten und eine historische Stätte von Indiana.

### Zweites Statehouse
Nach dem Umzug der Regierung nach Indianapolis im Dezember 1824, arbeitete sie im Gerichtsgebäuden des Marion County. Der Bau dieses Gebäudes wurde 1822 vom Staat finanziert, nachdem Indianapolis zum Standort des neuen State Capitols ausgewählt worden war. Das Gerichtsgebäude diente 12 Jahre als State Capitol. Zu dieser Zeit lag Indianapolis in der Wildnis, fast 100 km von der nächsten bedeutenden Siedlung entfernt. Das erschwerte den Bau eines großen Gebäudes.
Der Umzug nach Indianapolis war eine schwierige Aufgabe. Normalerweise benötigte man mit dem Pferd elf Tage für den Weg von Corydon nach Indianapolis. Da es keine Straße gab, musste man für den Umzugstross einen Schneise in den dichten Wald schlagen. Der Umzug dauerte letztendlich über einen Monat und im Januar 1825 konnte die erste Versammlung der Generalversammlung Indianas im neuen State Capitol abgehalten werden.

### Drittes Statehouse

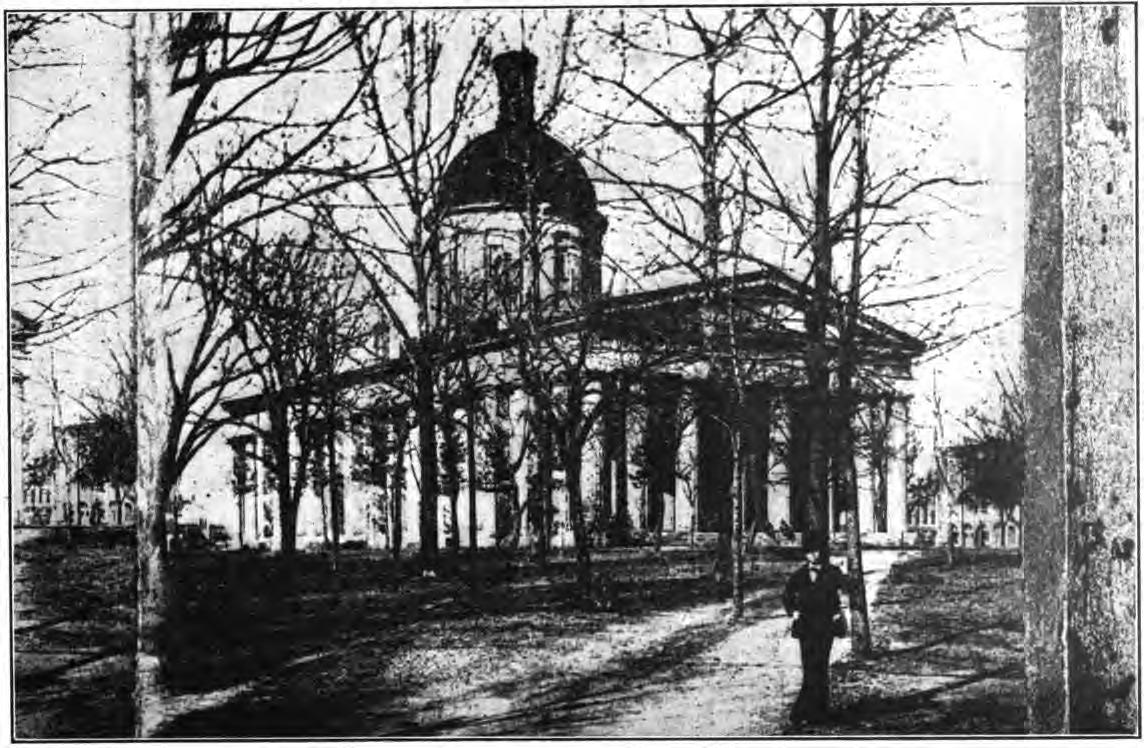
Das dritte Statehouse in Indianapolis

1831 beschloss die Indiana General Assembly den Bau eines neuen Statehouse. Das Gebäude wurde durch den Verkauf einer Menge von Baugrundstücken in Indianapolis finanziert. Es wurde eine Kommission gegründet und deren Mitglied James Blake setzte einen Preis von 150 USD für den Architekten des besten Entwurfes für das neue Statehouse aus. Das Unternehmen von Ithiel Town und Alexander Jackson Davis gewann mit seinem Entwurf. Dieser war vom griechischen Parthenon inspiriert. Das Gebäude sah dem Parthenon sehr ähnlich, hatte aber eine große Kuppel in der Mitte. Town und Davis erhielten den Auftrag zum Bau des Gebäudes und konnten diesen, früher als geplant, 1835 fertigstellen.
Das Statehouse wurde aus blauem Kalkstein gebaut und hatte 2 Geschosse. Der Gouverneur und der oberste Gerichtshof belegten das Erdgeschoss. Repräsentantenhaus und Senat befanden sich im Obergeschoss, jeweils in einem eigenen Flügel. Das Gebäude sah viele große Ereignisse in seiner Geschichte, einschließlich der Aufbahrung von Abraham Lincoln vom 30. April bis zum 1. Mai 1865. Das Gebäude war nach seiner Fertigstellung beliebt, aber in den 1860er Jahren kam sein Greek-Revival-Baustil aus der Mode und das Gebäude begann zu verfallen. Das Kalksteinfundament begann zu versagen und viele befürchteten einen kompletten Einsturz des Gebäudes. Im Jahr 1867 stürzte die Decke des Repräsentantenhauses ein. 1873 wurde eine Debatte über die Rettung des Gebäudes geführt, jedoch ohne Lösung des Problems. Zu der Zeit, als Gouverneur James Williams ins Amt gewählt wurde, war das Gebäude zum Abriss verurteilt. Es wurde schließlich 1877 abgerissen.

### Viertes Statehouse
Nachdem der Abriss des Gebäudes beschlossen war, zog die Regierung 1876 aus dem Gebäude aus. Die General Assembly zog in ein großes Bürogebäude, das 1865 gebaut worden war und das bereits den Obersten Gerichtshof beherbergte. Der Gouverneur und der Führungsstab zogen in ein anderes Bürogebäude. Das Gebäude des Landesamtes diente als Statehouse, bis das neue Statehouse fertiggestellt war. Im Jahr 1887, vor der endgültigen Fertigstellung des neuen Gebäudes, waren die unteren Geschosse so weit fertiggestellt, dass die Regierung das überfüllte Gebäude verlassen konnte und mit seiner Arbeit im neuen Gebäude beginnen konnte.